# Parangitia mosaica
Parangitia mosaica là một loài bướm đêm trong họ Noctuidae.